# Nikołaj Stachanow
Nikołaj Pawłowicz Stachanow (ros. Николай Павлович Стаханов, ur. 8 listopada?/21 listopada 1901 w Bałaszowie, zm. 7 sierpnia 1977 w Moskwie) – radziecki działacz państwowy, zastępca ministra bezpieczeństwa państwowego ZSRR (1951-1953), I zastępca ministra spraw wewnętrznych ZSRR (1954–1955), generał porucznik.

## Życiorys
Od sierpnia 1920 do października 1927 w Armii Czerwonej, w oddziałach specjalnego przeznaczenia. 1925-1927 kursant Riazańskiej Szkoły Piechoty Armii Czerwonej, następnie zastępca szefa, instruktor, starszy instruktor przygotowania i szef sztabu grupy 1 oddziału pogranicznego w Uchcie. 1934-1935 szef sztabu 51 Październikowego Kolejowego Pułku NKWD w Leningradzie, od czerwca 1935 do listopada 1937 dowódca wojsk sztabu 8 Oddziału Pogranicznego Leningradzkiego Okręgu Pogranicznego, od 3 kwietnia 1936 kapitan, od listopada 1937 do listopada 1938 dowódca 6 Morskiego Oddziału Pogranicznego w Oranienbaumie, od grudnia 1938 do lutego 1939 szef 62 Morskiego Oddziału Pogranicznego, od marca 1939 do stycznia 1942 dowódca pogranicznych wojsk Okręgu Nadmorskiego - szef Zarządu Pogranicznych Wojsk Nadmorskiego Okręgu Pogranicznego NKWD ZSRR, 28 stycznia 1938 mianowany majorem, 27 września 1938 pułkownikiem, a 4 czerwca 1940 generałem majorem. od stycznia do 12 marca 1942 zastępca szefa Głównego Zarządu Pogranicznych Wojsk NKWD ZSRR, 12 marca 1942 do 20 maja 1952 szef Głównego Zarządu Pogranicznych Wojsk NKWD/MWD/MGB ZSRR, od 29 października 1943 w stopniu generała porucznika. Równocześnie od 26 sierpnia 1951 do 11 marca 1953 był zastępcą ministra bezpieczeństwa państwowego ZSRR. W okresie od 12 marca 1953 do 22 lutego 1955 szef Głównego Zarządu Milicji MWD ZSRR, jednocześnie od 25 lutego 1954 do 22 lutego 1955 był I zastępcą ministra spraw wewnętrznych ZSRR. Od 22 lutego 1955 do 25 lipca 1961 minister spraw wewnętrznych Rosyjskiej FSRR. Następnie na emeryturze.

## Odznaczenia
- Order Lenina (dwukrotnie, m.in. 10 grudnia 1945)
- Order Czerwonego Sztandaru (czterokrotnie, m.in. 26 kwietnia 1940, 14 kwietnia 1943 i 3 listopada 1944)
- Order Suworowa I klasy (21 września 1945)
- Order Suworowa II klasy
- Order Czerwonego Sztandaru (Mongolska Republika Ludowa)
- Order Gwiazdy Polarnej (Mongolska Republika Ludowa)
- Medal „Za zwycięstwo nad Niemcami w Wielkiej Wojnie Ojczyźnianej 1941–1945”
- Odznaka "Zasłużony Funkcjonariusz NKWD"

I 6 medali.